# Сержня
Сержня (пол. Sierżnia) — село в Польщі, у гміні Стрикув Зґерського повіту Лодзинського воєводства.
Населення — 149 осіб (2011).

## Демографія
Демографічна структура станом на 31 березня 2011 року:
|          | Загалом | Допрацездатний вік | Працездатний вік | Постпрацездатний вік |
| -------- | ------- | ------------------ | ---------------- | -------------------- |
| Чоловіки | 79      | 19                 | 49               | 11                   |
| Жінки    | 70      | 12                 | 34               | 24                   |
| Разом    | 149     | 31                 | 83               | 35                   |